# Margarita Ferreras
Pour les articles homonymes, voir Ferreras.
María Margarita Ferreras Lorenzo, connue sous le nom de Margarita Ferreras, née à Alcañices le 26 février 1900 et morte le 19 novembre 1964 à Palencia, est une femme de lettres espagnole de la Génération de 27.

## Biographie
Margarita Ferreras est étudiante à la Residencia de Señoritas de Madrid dans les années 1920. Elle fréquente également le Lyceum Club Femenino. Elle entre dans le cercle des poètes espagnols modernes de l'époque, notamment celui de Juana de Ibarbouru, avec qui elle participe à l'hommage au poète uruguayen Juan Zorrilla de San Martín en mars 1932 à l'Athénée de Madrid, institution dont elle est membre. 
Comme ses consœurs Lucía Sánchez Saornil, Rosa Chacel, Josefina de la Torre et Ernestina de Champourcin, elle cherche à moderniser le langage poétique, sous l'influence, notamment, du surréalisme. Elle publie Pez en la tierra, son œuvre majeure, en 1932 à l'imprimerie madrilène de Concha Méndez et de Manuel Altolaguirre.
Sa trace est perdue durant la guerre d'Espagne et la fin de sa fin reste un mystère, nonobstant le témoignage de Manuel Altolaguirre qui l'a rencontrée en pleine guerre, à Valence, complètement désorientée.